# Dysstroma mirandata
Dysstroma mirandata là một loài bướm đêm trong họ Geometridae.